# Chính quyền địa phương ở Việt Nam
Chính quyền địa phương ở Việt Nam là một bộ phận hợp thành của chính quyền nhà nước, thực hiện các chức năng quản lý và quyết định các biện pháp thực hiện nhiệm vụ của địa phương theo quy định của pháp luật, bảo đảm kết hợp hài hòa giữa lợi ích của nhân dân địa phương với lợi ích chung của cả nước.

## Hiến định
Theo Hiến pháp năm 2013, chính quyền địa phương được tổ chức ở các đơn vị hành chính của nước Cộng hòa xã hội chủ nghĩa Việt Nam. Cấp chính quyền địa phương gồm có hội đồng nhân dân và ủy ban nhân dân được tổ chức phù hợp với đặc điểm nông thôn, đô thị, hải đảo, đơn vị hành chính - kinh tế đặc biệt do luật định.

## Luật định
Theo Luật Tổ chức chính quyền địa phương năm 2015 sửa đổi bổ sung năm 2019, Chính quyền địa phương được tổ chức ở các đơn vị hành chính của nước Cộng hòa xã hội chủ nghĩa Việt Nam phù hợp với đặc điểm nông thôn, đô thị, hải đảo, đơn vị hành chính - kinh tế đặc biệt. Cấp chính quyền địa phương gồm có hội đồng nhân dân và ủy ban nhân dân được tổ chức ở các đơn vị hành chính của nước Cộng hòa xã hội chủ nghĩa Việt Nam.

## Đặc điểm
- Chính quyền địa phương được tổ chức ở các đơn vị hành chính ở Việt Nam.
- Chính quyền địa phương là những pháp nhân công quyền, được thành lập hợp pháp theo quy định của pháp luật.
- Chính quyền địa phương được tổ chức theo nhiều mô hình khác nhau, phù hợp với mỗi cấp đơn vị hành chính và địa bàn đô thị, nông thôn, hải đảo và đơn vị hành chính – kinh tế đặc biệt theo quy định của pháp luật.
- Mỗi cấp chính quyền địa phương có đầy đủ hai cơ quan: Hội đồng nhân dân và Ủy ban nhân dân.
- Mỗi cấp chính quyền địa phương thực hiện những chức năng, nhiệm vụ, quyền hạn khác nhau theo quy định của pháp luật.

## Vị trí, tính chất

### Hội đồng nhân dân
Về vị trí, hội đồng nhân dân là cơ quan quyền lực nhà nước ở địa phương, đại diện cho ý chí, nguyện vọng và quyền làm chủ của Nhân dân, do Nhân dân địa phương bầu ra và chịu trách nhiệm trước Nhân dân địa phương và cơ quan nhà nước cấp trên.
Về tính chất, hội đồng nhân dân là cơ quan quyền lực nhà nước ở địa phương, đại diện của Nhân dân, thi hành pháp luật và là cơ quan tự chủ ở địa phương .

### Ủy ban nhân dân
Về vị trí, Ủy ban nhân dân do Hội đồng nhân dân cùng cấp bầu ra, là cơ quan chấp hành của Hội đồng nhân dân, cơ quan hành chính nhà nước ở địa phương, chịu trách nhiệm trước Nhân dân địa phương, Hội đồng nhân dân cùng cấp và cơ quan hành chính nhà nước cấp trên.
Về tính chất, Ủy ban nhân dân là cơ quan chấp hành của Hội đồng nhân dân; cơ quan hành chính nhà nước ở địa phương; hoạt động theo cơ chế song trùng trực thuộc, vừa chịu trách nhiệm trước hội đồng nhân dân, vừa chịu trách nhiệm trước cơ quan hành chính nhà nước cấp trên.

### Vai trò
Chính quyền địa phương có vai trò kép: là một bộ phận cấu thành bộ máy nhà nước thống nhất, thay mặt Nhà nước thực thi quyền lực trên lãnh thổ địa phương; là cơ quan do Nhân dân địa phương bầu ra nên có tính tự chủ nhất định.

## Nhiệm vụ
Chính quyền địa phương có nhiệm vụ:
- Tổ chức và bảo đảm thi hành Hiến pháp và pháp luật trên địa bàn địa phương.
- Quyết định những vấn đề của địa phương trong phạm vi được phân công, phân cấp theo quy định của pháp luật.
- Thực hiện nhiệm vụ, quyền hạn do cơ quan hành chính nhà nước cấp trên ủy quyền.
- Kiểm tra, giám sát tổ chức và hoạt động của chính quyền địa phương cấp dưới.
- Chịu trách nhiệm trước Hội đồng nhân dân và cơ quan nhà nước cấp trên về kết quả thực hiện các nhiệm vụ, quyền hạn của mình.
- Quyết định và tổ chức thực hiện các biện pháp nhằm phát huy quyền làm chủ của Nhân dân, huy động các nguồn lực xã hội để xây dựng và phát triển kinh tế - xã hội, bảo đảm quốc phòng, an ninh trên địa bàn.

## Nguyên tắc tổ chức và hoạt động

### Khái niệm
Nguyên tắc tổ chức và hoạt động của chính quyền địa phương là những tư tưởng, quan điểm làm nền tảng, chi phối việc tổ chức, thiết kế mô hình và quá trình vận hành của chính quyền địa phương; bảo đảm chính quyền địa phương thực hiện có hiệu quả nhiệm vụ, quyền hạn theo quy định của Hiến pháp và pháp luật ở các đơn vị hành chính, lãnh thổ.

### Nguyên tắc chung
- Tất cả quyền lực nhà nước thuộc về Nhân dân;
- Tập trung dân chủ;
- Quyền lực nhà nước là thống nhất; có sự phân công, phối hợp và kiểm soát giữa các cơ quan nhà nước trong thực hiện các quyền lập pháp, hành pháp và tư pháp;
- Hoạt động thực hiện quyền lực nhà nước có kế hoạch;
- Bảo đảm pháp chế xã hội chủ nghĩa;
- Công khai, minh bạch, lắng nghe ý kiến của Nhân dân;
- Đoàn kết, bình đẳng giữa các dân tộc;
- Bảo đảm sự lãnh đạo của Đảng đối với Nhà nước.

### Nguyên tắc riêng
- Hiện đại, minh bạch, phục vụ Nhân dân, chịu sự giám sát của Nhân dân;
- Hội đồng nhân dân làm việc theo chế độ hội nghị và quyết định theo đa số;
- Ủy ban nhân dân hoạt động theo chế độ tập thể Ủy ban nhân dân, kết hợp với trách nhiệm của Ủy ban nhân dân.

## Lịch sử

### Giai đoạn 1945 - 1959
Theo Hiến pháp năm 1946, Sắc lệnh số 63/SL ngày 22/11/1945 và số số 77/SL ngày 21/12/1945, các đơn vị hành chính tại Việt Nam gồm có:
- Nước có ba bộ: Bắc, Trung, Nam;
- Bộ chia thành tỉnh;
- Tỉnh chia thành huyện;
- Huyện chia thành xã.

Giai đoạn này, không thành lập cấp chính quyền địa phương ở tất cả các đơn vị hành chính. Ở tỉnh, thành phố, thị xã và xã có Hội đồng nhân dân do đầu phiếu phổ thông và trực tiếp bầu ra. Hội đồng nhân dân tỉnh, thành phố, thị xã hay xã cử ra Ủy ban hành chính. Ở bộ và huyện chỉ có Ủy ban hành chính. Ủy ban hành chính bộ do Hội đồng các tỉnh và thành phố bầu ra. Ủy ban hành chính huyện do Hội đồng các xã bầu ra. Một thành tựu quan trọng giai đoạn này là bộ máy chính quyền gọn nhẹ, có sự phân định khá rạch ròi giữa chính quyền đô thị và chính quyền nông thôn.

### Giai đoạn 1959 -1980
Theo Hiến pháp năm 1959, Luật Tổ chức Hội đồng nhân dân và Ủy ban hành chính các cấp năm 1962, đơn vị hành chính của Việt Nam gồm:
- Nước chia thành tỉnh, khu tự trị, thành phố trực thuộc trung ương;
- Tỉnh chia thành huyện, thị xã, thành phố thuộc tỉnh;
- Huyện chia thành xã, thị trấn;
- Thành phố trực thuộc trung ương chia thành khu phố ở nội thành (khu phố ở nội thành chia thành khối dân phố (sau đổi là tiểu khu)), huyện ở ngoại thành.

Ở đây, mỗi đơn vị hành chính đều là một cấp chính quyền địa phương, có Hội đồng nhân dân và Ủy ban hành chính. Ủy ban hành chính do Hội đồng nhân dân cùng cấp bầu ra. Hội đồng nhân dân là cơ quan quyền lực nhà nước ở địa phương, Ủy ban hành chính là cơ quan chấp hành của Hội đồng nhân dân và là cơ quan hành chính nhà nước ở địa phương. Giai đoạn này, tổ chức và hoạt động của chính quyền địa phương thể hiện rõ nguyên tắc tập quyền xã hội chủ nghĩa, đề cao vai trò của hội đồng nhân dân, cơ cấu tổ chức có xu hướng tăng mạnh.

### Giai đoạn 1980-1992
Theo Hiến pháp năm 1980, Luật Tổ chức Hội đồng nhân dân và Ủy ban nhân dân năm 1983 (sửa đổi năm 1989), đơn vị hành chính của Việt Nam như sau:
- Nước chia thành tỉnh, thành phố trực thuộc trung ương và đơn vị hành chính tương đương;
- Tỉnh chia thành huyện, thị xã, thành phố thuộc tỉnh;
- Thành phố trực thuộc trung ương chia thành quận, huyện, thị xã;
- Huyện chia thành xã, thị trấn;
- Thị xã, thành phố thuộc tỉnh chia thành phường và xã;
- Quận chia thành phường.

Đến giai đoạn này, việc phân chia không có sự phân biệt chính quyền đô thị và chính quyền nông thôn. Mỗi đơn vị hành chính đều là một cấp chính quyền địa phương, có Hội đồng nhân dân và Ủy ban nhân dân. Ủy ban nhân dân do Hội đồng nhân dân cùng cấp bầu ra. Hội đồng nhân dân là cơ quan quyền lực nhà nước ở địa phương, Ủy ban nhân dân là cơ quan chấp hành của Hội đồng nhân dân và là cơ quan hành chính nhà nước ở địa phương.
Như vậy, tổ chức bộ máy chính quyền địa phương giai đoạn này không có sự phân biệt về các vùng lãnh thổ. Tổ chức và hoạt động của chính quyền địa phương thiếu đi sự chủ động, dân chủ trở nên hình thức.

### Giai đoạn 1992-2013
Theo Hiến pháp năm 1992, Luật Tổ chức Hội đồng nhân dân và Ủy ban nhân dân 1994, 2003, đơn vị hành chính của Việt Nam như sau:
- Nước chia thành tỉnh, thành phố trực thuộc trung ương;
- Tỉnh chia thành huyện, thị xã, thành phố thuộc tỉnh;
- Thành phố trực thuộc trung ương chia thành quận, huyện, thị xã;
- Huyện chia thành xã, thị trấn;
- Thị xã, thành phố thuộc tỉnh chia thành phường và xã;
- Quận chia thành phường.

Giai đoạn này, việc phân chia không có sự phân biệt chính quyền đô thị và chính quyền nông thôn. Mỗi đơn vị hành chính đều là một cấp chính quyền địa phương, có Hội đồng nhân dân và Ủy ban nhân dân. Ủy ban nhân dân do Hội đồng nhân dân cùng cấp bầu ra. Hội đồng nhân dân là cơ quan quyền lực nhà nước ở địa phương, Ủy ban nhân dân là cơ quan chấp hành của Hội đồng nhân dân và là cơ quan hành chính nhà nước ở địa phương.

### Giai đoạn từ năm 2013 đến nay
Theo Hiến pháp năm 2013, Luật Tổ chức chính quyền địa phương năm 2015, đơn vị hành chính Việt Nam như sau:
- Nước chia thành tỉnh, thành phố trực thuộc trung ương;
- Tỉnh chia thành huyện, thị xã và thành phố thuộc tỉnh; thành phố trực thuộc trung ương chia thành quận, huyện, thị xã và đơn vị hành chính tương đương;
- Huyện chia thành xã, thị trấn; thành phố trực thuộc tỉnh chia thành phường, xã; quận chia thành phường.
- Đơn vị hành chính – kinh tế đặc biệt do Quốc hội thành lập.

Hiện nay, việc phân chia có sự phân định rạch ròi chính quyền địa phương ở các vùng, miền khác nhau: nông thôn, đô thị, hải đảo, đơn vị hành chính – kinh tế đặc biệt. Mỗi đơn vị hành chính không nhất thiết tương ứng với một cấp chính quyền địa phương.

## Ủy ban nhân dân

### Ủy ban nhân dân cấp tỉnh
Đây là cơ quan hành chính của các địa phương cấp tỉnh và thành phố trực thuộc trung ương. Ủy ban nhân dân cấp tỉnh có từ 11 đến 17 thành viên, gồm Chủ tịch, các Phó Chủ tịch, ủy viên thư ký và các ủy viên khác. Thường trực Ủy ban nhân dân cấp tỉnh gồm Chủ tịch, các Phó Chủ tịch, và ủy viên thư ký.
Người đứng đầu chính quyền địa phương cấp tỉnh là Chủ tịch Ủy ban nhân dân. Trên danh nghĩa, vị trí này do Hội đồng nhân dân cấp tỉnh quyết định bằng bầu ra theo hình thức bỏ phiếu. Chủ tịch Ủy ban nhân dân cấp tỉnh thường đồng thời là một Phó Bí thư Tỉnh ủy. Chủ tịch Ủy ban nhân dân của hai thành phố trực thuộc trung ương lớn nhất là Hà Nội và Thành phố Hồ Chí Minh sẽ đồng thời là Ủy viên Ban Chấp hành Trung ương Đảng Cộng sản Việt Nam.
Bộ máy giúp việc: Bộ máy giúp việc của chính quyền địa phương cấp tỉnh gồm Văn phòng ủy ban nhân dân và các sở, ban, ngành, chia thành các khối:
- Khối tổng hợp: Văn phòng ủy ban nhân dân, Sở Kế hoạch và Đầu tư, Sở Nội vụ (trước kia là Ban Tổ chức chính quyền).
- Khối nội chính: Sở Tư pháp, Ban Thanh tra. Ngoài ra, các cơ quan sau đây chịu sự chỉ đạo theo ngành dọc, mà không trực thuộc ủy ban nhân dân: Công an tỉnh, Tòa án Nhân dân, Viện Kiểm sát Nhân dân, Bộ Chỉ huy quân sự tỉnh.
- Khối lưu thông phân phối: Sở Thương mại, Sở Tài chính (trong đó có Cục thuế, Kho bạc Nhà nước). Ngoài ra, Ngân hàng Nhà nước tỉnh, thành chịu sự chỉ đạo theo ngành dọc, mà không trực thuộc ủy ban nhân dân.
- Khối nông lâm nghiệp: Sở Nông nghiệp và Phát triển nông thôn, Sở Tài nguyên và môi trường, Sở Thủy sản.
- Khối công nghiệp: Sở Xây dựng, Sở Công nghiệp, Sở Giao thông vận tải (hoặc Giao thông Công chính), Sở Bưu chính, Viễn thông, Sở Khoa học và công nghệ (trong đó có Cục Tiêu chuẩn, đo lường, chất lượng).
- Khối văn hóa xã hội: Sở Giáo dục và Đào tạo, Sở Văn hóa, Thể thao và Du lịch, Sở Y tế, Sở Lao động, Thương binh và Xã hội, Ủy ban Dân số, Gia đình và Trẻ em.

Theo quy định của Nghị định 171/2004/NĐ-CP, cơ quan chuyên môn thuộc ủy ban nhân dân cấp tỉnh có tới 26 Sở, trong đó cơ cấu cứng (có ở tất cả các tỉnh) là 19 Sở. Nhưng theo quy định mới tại Nghị định số 13/2008/NĐ-CP (do Chính phủ ban hành ngày 4/2/2008, thay thế Nghị định số 171/2004/NĐ-CP) thì số Sở, ban thuộc ủy ban nhân dân cấp tỉnh giảm xuống còn 20, trong đó cơ cấu cứng là 17 Sở, ban, bao gồm các Sở: Nội vụ, Tư pháp, Kế hoạch và Đầu tư, Tài chính, Công thương, Nông nghiệp và Phát triển nông thôn, Xây dựng, Tài nguyên và Môi trường, Thông tin và Truyền thông, Lao động- Thương binh và Xã hội, Văn hóa, Thể thao và Du lịch, Khoa học và Công nghệ, Giáo dục và Đào tạo, Y tế; Thanh tra tỉnh; Văn phòng ủy ban nhân dân. Chỉ có 3 Sở được tổ chức theo đặc thù của từng địa phương thay vì 7 Sở như trước đây, là các Sở: Ngoại vụ, Quy hoạch và Kiến trúc, ban Dân tộc.
Chi ngân sách: Chính quyền địa phương cấp tỉnh có những trách nhiệm sau thể hiện bằng các nhiệm vụ chi ngân sách  Lưu trữ ngày 16 tháng 2 năm 2007 tại Wayback Machine:
- Chi thường xuyên: Các hoạt động sự nghiệp kinh tế, giáo dục, đào tạo, y tế, xã hội, văn hoá, thông tin, thể dục thể thao, sự nghiệp khoa học, công nghệ và môi trường, các hoạt động sự nghiệp khác do các cơ quan cấp tỉnh quản lý; Quốc phòng, an ninh và trật tự an toàn xã hội, phần giao cho cấp tỉnh; Hoạt động của các cơ quan nhà nước, cơ quan Đảng cộng sản Việt Nam và các tổ chức chính trị - xã hội cấp tỉnh; Tài trợ cho các tổ chức xã hội, xã hội - nghề nghiệp cấp tỉnh theo quy định của pháp luật; Thực hiện các chính sách xã hội do cấp tỉnh quản lý; Thực hiện các chương trình quốc gia do Chính phủ giao cho cấp tỉnh quản lý; Trợ giá theo chính sách của Nhà nước; Trả lãi tiền vay và nợ gốc cho đầu tư theo quy định trong Luật Ngân sách Nhà nước; Các khoản chi phí khác theo quy định của Luật pháp.
- Chi đầu tư phát triển: Đầu tư xây dựng các công trình kết cấu hạ tầng kinh tế - xã hội do cấp tỉnh quản lý; Đầu tư và hỗ trợ vốn cho các doanh nghiệp nhà nước.
- Chi bổ sung quỹ dự trữ tài chính.
- Chi hỗ trợ tài chính cho chính quyền cấp dưới.

Các nguồn thu: Chính quyền địa phương cấp tỉnh dựa vào các nguồn thu sau để thực hiện những trách nhiệm nói trên:
- Thuế: Tiền cho thuế đất; Tiền cho thuê và tiền bán nhà ở thuộc sở hữu nhà nước; Lệ phí trước bạ; Các khoản phí, lệ phí và các khoản thu khác nộp vào ngân sách cấp tỉnh theo quy định của Chính phủ.
- Các nguồn thu khác: Thu từ hoạt động xổ số kiến thiết; Viện trợ không hoàn lại của các tổ chức, cá nhân ở nước ngoài trực tiếp cho cấp tỉnh theo quy định của pháp luật; Huy động của các tổ chức, cá nhân để đầu tư xây dựng các công trình kết cấu hạ tầng theo quy định của Chính phủ; Đóng góp tự nguyện của các tổ chức, cá nhân ở trong và ngoài nước cho ngân sách cấp tỉnh; Thu kết dư ngân sách cấp tỉnh; Các khoản thu khác theo quy định của pháp luật.
- Hỗ trợ tài chính của chính quyền trung ương trong đó bao gồm thu từ các sắc thuế quốc gia mà chính quyền trung ương nhường cho chính quyền địa phương cấp tỉnh theo tỷ lệ phần trăm như thuế doanh thu; thuế lợi tức, không kể thuế lợi tức của các đơn vị hoạch toán toàn ngành; Thuế thu nhập đối với người có thu nhập cao; Thuế chuyển lợi nhuận ra nước ngoài; Thuế tài nguyên; Thu sử dụng vốn ngân sách.

Tuy nhiên, Luật Ngân sách Nhà nước 2002 không còn quy định cụ thể như trên nữa, mà chỉ quy định chung các nhiệm vụ chi và nguồn thu của ba cấp chính quyền địa phương. Còn cụ thể, cấp nào có trách nhiệm gì, quyền hạn gì thì giao cho chính quyền cấp tỉnh tự quyết.

### Ủy ban nhân dân cấp huyện
Đây là cơ quan hành chính của các địa phương cấp huyện, quận, thành phố thuộc tỉnh, thị xã. Ủy ban nhân dân cấp huyện có từ 9 đến 13 thành viên, gồm Chủ tịch, các Phó Chủ tịch, ủy viên thư ký và các ủy viên. Thường trực Ủy ban nhân dân cấp huyện gồm Chủ tịch, các Phó Chủ tịch, và ủy viên thư ký.
Người đứng đầu Ủy ban nhân dân cấp huyện là Chủ tịch Ủy ban nhân dân. Trên danh nghĩa, vị trí này là do Hội đồng nhân dân cấp huyện bầu ra theo hình thức bỏ phiếu kín. Thông thường, Chủ tịch Ủy ban nhân dân huyện sẽ đồng thời là Phó Bí thư Huyện ủy.
Bộ máy giúp việc
Bộ máy giúp việc của chính quyền địa phương cấp huyện thông thường gồm các phòng, ban trực thuộc: 
- Văn phòng ủy ban nhân dân
- Phòng Tài chính - Kế hoạch, Phòng Lao động - Thương binh và Xã hội, Phòng Tài nguyên - Môi trường, Phòng Kinh tế và Hạ tầng, Phòng Nông nghiệp và Phát triển nông thôn, Phòng Tư pháp, Phòng Giáo dục và Đào tạo, Phòng Văn hóa - Thông tin, Phòng Dân tộc, Phòng Y tế, Phòng Nội vụ, Phòng Thống kê
- Thanh tra huyện, Ban Quản lý các Dự án đầu tư và Xây dựng cơ bản.
- Một số cơ quan nhà nước ở cấp huyện như Chi cục Thuế, Chi cục Thống kê, huyện đội, Công an huyện, Ban Chỉ huy Quân sự v.v... không phải là cơ quan của chính quyền địa phương cấp huyện mà là cơ quan theo ngành dọc của chính quyền trung ương đặt tại huyện (đứng chân trên địa bàn huyện).

Chi ngân sách
Luật Ngân sách Nhà nước 1996 quy định khá rõ nguồn thu và nhiệm vụ chi của chính quyền địa phương cấp huyện.
Chính quyền địa phương cấp huyện có các nhiệm vụ chi sau:
- Chi thường xuyên: Các hoạt động sự nghiệp kinh tế, văn hoá, thông tin, thể dục thể thao, xã hội và các hoạt động sự nghiệp khác do cơ quan cấp huyện quản lý; Quốc phòng, an ninh và trật tự an toàn xã hội, phần giao cho cấp huyện; Hoạt động của các cơ quan nhà nước, cơ quan Đảng cộng sản Việt Nam và các tổ chức chính trị - xã hội cấp huyện; Tài trợ cho các tổ chức xã hội, xã hội - nghề nghiệp cấp huyện theo quy định của pháp luật; Các khoản chi khác theo quy định của pháp luật; Đối với thị xã, thành phố thuộc tỉnh còn đảm nhận thêm các nhiệm vụ chi về quản lý, duy tu, bảo dưỡng các công trình công cộng, sự nghiệp thị chính.
- Chi đầu tư phát triển: Chi đầu tư xây dựng các công trình kết cấu hạ tầng kinh tế - xã hội theo phân cấp của tỉnh. Thị xã, thành phố thuộc tỉnh còn có nhiệm vụ chi đầu tư xây dựng các trường phổ thông quốc lập các cấp và các công trình phúc lợi công cộng, điện chiếu sáng, cấp thoát nước, giao thông nội thị, an toàn giao thông, vệ sinh đô thị.
- Chi hỗ trợ tài chính cho chính quyền xã

Các nguồn thu
Chính quyền địa phương cấp huyện có quyền thu các loại thuế và nguồn thu sau:
- Thuế: Thuế môn bài, trừ thuế môn bài thu từ các hộ kinh doanh nhỏ ở xã, thị trấn; Thuế sát sinh thu từ các doanh nghiệp giết mổ gia súc trên địa bàn phường; Các khoản phí, lệ phí từ các hoạt động do các cơ quan thuộc cấp huyện quản lý;
- Tiền thu từ hoạt động sự nghiệp của các đơn vị do cấp huyện quản lý; Viện trợ không hoàn lại của các tổ chức, cá nhân ở nước ngoài trực tiếp cho cấp huyện theo quy định của Pháp luật; Đóng góp của các tổ chức, cá nhân để đầu tư xây dựng các công trình kết cấu hạ tầng theo quy định của Chính phủ; Đóng góp tự nguyện của các tổ chức, cá nhân ở trong và ngoài nước cho ngân sách cấp huyện;
- Thu kết dư ngân sách cấp huyện;
- Hỗ trợ tài chính từ chính quyền địa phương cấp tỉnh., trong đó bao gồm cả các khoản thu từ thuế của chính quyền địa phương cấp tỉnh nhượng lại cho cấp huyện theo tỷ lệ phần trăm như thuế sử dụng đất nông nghiệp; Thuế chuyển quyền sử dụng đất; Thuế nhà, đất; Tiền sử dụng đất. (Đối với các thị xã, thành phố thuộc tỉnh còn được chính quyền địa phương cấp tỉnh nhượng thêm một phần theo tỷ lệ phần trăm thuế doanh thu, thuế lợi tức, lệ phí trước bạ thu trên địa bàn và được lập quỹ đầu tư theo quy định của Chính phủ.)
- Các khoản thu khác theo quy định của pháp luật.

Tuy nhiên, Luật Ngân sách Nhà nước 2002 không còn quy định rõ các nhiệm vụ chi và nguồn thu của địa phương cấp huyện nữa. Thay vào đó, để cho chính quyền địa phương cấp tỉnh quyết định cho cấp huyện.

### Ủy ban nhân dân cấp xã
Đây là cơ quan hành chính của các địa phương cấp xã, thị trấn, phường. Ủy ban nhân dân cấp xã là cấp chính quyền địa phương cấp cơ sở, gần dân nhất ở Việt Nam. Ủy ban nhân dân cấp xã có từ 4 đến 5 thành viên, gồm Chủ tịch, 2 Phó Chủ tịch, 1 ủy viên quân sự và 1 ủy viên công an.
Người đứng đầu Ủy ban nhân dân cấp xã là Chủ tịch Ủy ban nhân dân. Trên danh nghĩa, vị trí này do Hội đồng nhân dân cấp xã bầu ra bằng hình thức bỏ phiếu kín. Thông thường, Chủ tịch Ủy ban nhân dân cấp xã sẽ đồng thời là Phó Bí thư Đảng ủy cấp xã. Ủy ban nhân dân cấp xã hoạt động theo hình thức chuyên trách và không chuyên trách.
Bộ máy giúp việc
Bộ máy giúp việc của Ủy ban Nhân dân cấp xã gồm có các công chức:
- Tư pháp - Hộ tịch, Địa chính - Xây dựng, Tài chính - Kế toán, Văn phòng - Thống kê, Văn hóa - Xã hội
- Chỉ huy Trưởng quân sự, Trưởng công an.

Chi ngân sách
Theo Luật Ngân sách Nhà nước năm 1996  Lưu trữ ngày 16 tháng 2 năm 2007 tại Wayback Machine, chính quyền địa phương ở xã, thị trấn có trách nhiệm thực hiện các nhiệm vụ chi gồm:
- Chi thường xuyên: Công tác xã hội và hoạt động văn hoá, thông tin, thể dục thể thao do xã, thị trấn quản lý; Hỗ trợ kinh phí bổ túc văn hoá, nhà trẻ mẫu giáo do xã, thị trấn quản lý; Hoạt động y tế xã, thị trấn; Quản lý, duy tu, bảo dưỡng các công trình kiến trúc, tài sản, công trình phúc lợi, đường giao thông do xã, thị trấn quản lý; Hoạt động của các cơ quan Nhà nước, cơ quan Đảng cộng sản Việt Nam và các tổ chức chính trị - xã hội xã, thị trấn; Công tác dân quân tự vệ; trật tự an toàn xã hội ở xã, thị trấn; Các khoản chi khác theo quy định của pháp luật.
- Chi đầu tư phát triển: Chi đầu tư xây dựng các công trình kết cấu hạ tầng kinh tế - xã hội theo phân cấp của cấp tỉnh.

Chính quyền địa phương ở phường có trách nhiệm thực hiện các nhiệm vụ
- Chi công tác xã hội và hoạt động văn hoá, thông tin, thể dục thể thao do phường quản lý;
- Chi về công tác dân quân tự vệ, trật tự an toàn xã hội ở phường;
- Chi về hoạt động của các cơ quan nhà nước, cơ quan Đảng công sản Việt Nam và các tổ chức chính trị - xã hội phường;
- Các khoản chi khác theo quy định của pháp luật.

Các nguồn thu
Nguồn thu của ngân sách tại xã, thị trấn gồm:
- Các khoản thu chính thức: Thuế môn bài thu từ các hộ kinh doanh nhỏ; Thuế sát sinh; Các khoản phí, lệ phí và các khoản đóng góp thu cho ngân sách xã, thị trấn theo quy định của pháp luật; Thu từ sử dụng quỹ đất công ích và thu hoa lợi công sản khác; Tiền thu từ hoạt động sự nghiệp do xã, thị trấn quản lý; Các khoản đóng góp tự nguyện cho xã, thị trấn; Viện trợ không hoàn lại của các tổ chức và cá nhân ở nước ngoài trực tiếp cho xã, thị trấn theo quy định của pháp luật; Thu kết dư ngân sách xã, thị trấn; Các khoản thu khác theo quy định của pháp luật.
- Các khoản hỗ trợ tài chính của chính quyền cấp trên, gồm: Bổ sung từ ngân sách cấp trên; Các khoản thu của chính quyền địa phương cấp trên nhường lại cho chính quyền cấp xã theo tỷ lệ phần trăm (Thuế sử dụng đất nông nghiệp; Thuế chuyển quyền sử dụng đất; Thuế nhà, đất; Thuế sử dụng đất).

Nguồn thu của ngân sách tại phường gồm:
- Các khoản phí, lệ phí và các khoản đóng góp cho ngân sách phường theo quy định của pháp luật; Thuế sát sinh, trừ thuế sát sinh thu từ các doanh nghiệp giết mổ gia súc; Các khoản đóng góp tự nguyện của tổ chức, cá nhân cho phường; Viện trợ không hoàn lại của các tổ chức và cá nhân ở nước ngoài trực tiếp cho phường theo quy định của pháp luật; Thu kết dư ngân sách phường;
- Hỗ trợ tài chính từ ngân sách cấp trên;
- Các khoản thu khác theo quy định của pháp luật.

Tuy nhiên, Luật Ngân sách Nhà nước 2002  Lưu trữ ngày 16 tháng 2 năm 2007 tại Wayback Machine không còn quy định cụ thể về nhiệm vụ chi và quyền thu của chính quyền địa phương cấp cơ sở này nữa. Nhiệm vụ chi và quyền thu của chính quyền địa phương cấp cơ sở sẽ do chính quyền địa phương cấp tỉnh quyết định.

## Hội đồng nhân dân
Hội đồng nhân dân là cơ quan quyền lực ở địa phương cấp tỉnh, huyện và xã.

### Tổ chức
Đại biểu Hội đồng nhân dân do nhân dân địa phương cấp đó trực tiếp bầu ra với nhiệm kỳ 5 năm. Số lượng đại biểu hội đồng nhân dân tùy vào dân số tại địa phương đó.
Người đứng đầu Hội đồng nhân dân là Chủ tịch Hội đồng nhân dân, do Hội đồng nhân dân bầu ra.
Ban Thường trực Hội đồng nhân dân gồm:
- Chủ tịch HĐND, thông thường cũng là Phó Bí thư Đảng ủy cấp đó kiêm nhiệm
- Phó Chủ tịch HĐND, cũng là thành viên Đảng ủy cấp đó
- Ủy viên Thường trực HĐND

### Hoạt động
Hội đồng nhân dân có nhiệm kỳ 5 năm, hoạt động thông qua kì họp Hội đồng nhân dân, hoạt động của thường trực Hội đồng nhân dân, các ban thuộc Hội đồng nhân dân và thông qua hoạt động của các đại biểu Hội đồng nhân dân
Kì họp Hội đồng nhân dân diễn ra 2 kì/năm, được triệu tập bởi thường trực Hội đồng nhân dân. Kì họp là hoạt động quan trọng và thường xuyên nhất của Hội đồng nhân dân, là nơi thể hiện tập trung nhất quyền lực Nhân dân và là nơi thảo luận, quyết định những vấn đề quan trọng thuộc thẩm quyền của Hội đồng nhân dân. Kì họp làm việc tập thể và quyết định theo đa số (hơn 50%) trừ việc bãi nhiệm, miễn nhiệm đại biểu giữ chức trách do Hội đồng bầu ra là cần 2/3 số người tán thành
Thường trực Hội đồng nhân dân không phải là cơ quan thường trực của Hội đồng nhân dân nhưng có vai trò quan trọng trong việc điều hòa, phối hợp hoạt động giữa các ban của Hội đồng nhân dân và các đại biểu Hội đồng nhân dân. Thường trực Hội đồng nhân dân có cả ở 3 cấp là xã, huyện, tỉnh.
Thường trực Hội đồng nhân dân có nhiệm vụ triệu tập và chủ tọa các kì họp của HDDND, giám sát việc thực hiện HIến pháp và luật tại địa phương, trình Hội đồng nhân dân về việc bỏ phiếu bất tín nhiệm với người giữ trọng trách do Hội đồng nhân dân bầu ra, tổ chức tiếp dân, giữ mối quan hệ với Ban thường vụ Mặt trận tổ quốc Việt Nam, điều hoa hoạt động của các ban thuộc Hội đồng nhân dân và tập hợp các chất vấn của đại biểu trình Hội đồng nhân dân,...
Các ban của Hội đồng nhân dân: được thành lập ở cả 3 cấp là cấp tỉnh, cấp huyện và cấp xã. Các ban bao gồm trưởng ban và các thành viên do Hội đồng nhân dân bầu ra và phải là đại biểu Hội đồng nhân dân. Các ban có nhiệm vụ giúp thường trực Hội đồng nhân dân chuẩn bị kì họp, thẩm tra các báo cáo do HDDND hay thường trực HDDND giao cho, giúp thường trực HDDND giám sát hoạt động của cơ quan nhà nước, tổ chức chức kinh tế, xã hội và các lực lượng vũ trang Nhân dân thực hiện Hiến pháp, luật, văn bản quy phạm pháp luật của cơ quan nhà nước cấp trên và nghị quyết của Hội đồng nhân dân cùng cấp.

### Thí điểm bỏ Hội đồng nhân dân cấp quận, huyện và phường
Tháng 11 năm 2008, Quốc hội Việt Nam ra nghị quyết phê duyệt thí điểm không tổ chức Hội đồng nhân dân huyện, quận, phường. Mục đích của bỏ Hội đồng nhân dân là để Nhân dân có cơ hội bầu trực tiếp Chủ tịch Ủy ban Nhân dân ở địa phương mình, tăng cường dân chủ cơ sở.
Đối với cấp phường, công việc thí điểm này bắt đầu được tiến hành từ ngày 1 tháng 4 năm 2009 đối với 483 phường thuộc 67 huyện và 32 quận của 10 tỉnh, thành. Tạm thời, sau khi bỏ Hội đồng nhân dân, Chủ tịch Ủy ban Nhân dân các xã Hội đồng nhân dân bị bỏ sẽ do Chủ tịch Ủy ban Nhân dân cấp hành chính cao hơn bổ nhiệm, bãi miễn. Chính phủ Việt Nam cũng trình Quốc hội đề án thí điểm Nhân dân bầu Chủ tịch Ủy ban Nhân dân xã ở các xã có Hội đồng nhân dân bị bỏ, Quốc hội chưa phê duyệt.
Riêng Hội đồng nhân dân các thành phố thuộc tỉnh, thị xã, thị trấn sẽ không bị bỏ do các đơn vị này được coi là có đặc thù riêng, có tính độc lập tương đối cao.

### Tổ chức Chính quyền đô thị ở cácThành phố trực thuộc trung ương
Từ năm 2019 và năm 2020, Quốc hội Việt Nam khóa XIV đã thông qua các Nghị quyết cho phép ba Thành phố trực thuộc trung ương: Hà Nội, Đà Nẵng, Thành phố Hồ Chí Minh được tổ chức mô hình Chính quyền đô thị. Theo đó:

#### Thành phố Hà Nội
Tổ chức thí điểm mô hình chính quyền đô thị tại thành phố Hà Nội như sau:
- Chính quyền địa phương ở thành phố Hà Nội, huyện, quận, thị xã, xã, thị trấn là cấp chính quyền địa phương gồm có Hội đồng nhân dân và Ủy ban nhân dân
- Chính quyền địa phương ở các phường thuộc quận, thị xã tại thành phố Hà Nội là Ủy ban nhân dân phường.

Ủy ban nhân dân phường là cơ quan hành chính nhà nước ở phường, thực hiện các nhiệm vụ, quyền hạn theo quy định và theo phân cấp, ủy quyền của Ủy ban nhân dân, Chủ tịch Ủy ban nhân dân thành phố Hà Nội, Ủy ban nhân dân, Chủ tịch Ủy ban nhân dân quận, thị xã.
Việc thí điểm tổ chức mô hình chính quyền đô thị tại thành phố Hà Nội được thực hiện từ ngày 01 tháng 7 năm 2021 cho đến khi Quốc hội Việt Nam quyết định chấm dứt việc thực hiện thí điểm.

#### Thành phố Đà Nẵng
Tổ chức thí điểm mô hình chính quyền đô thị tại thành phố Đà Nẵng như sau:
- Chính quyền địa phương ở thành phố là cấp chính quyền địa phương gồm có Hội đồng nhân dân thành phố và Ủy ban nhân dân thành phố;
- Chính quyền địa phương ở các quận thuộc thành phố là Ủy ban nhân dân quận.
- Chính quyền địa phương ở các phường thuộc quận tại thành phố là Ủy ban nhân dân phường.
- Việc tổ chức chính quyền địa phương ở các đơn vị hành chính khác của thành phố Đà Nẵng được thực hiện theo quy định của Luật Tổ chức chính quyền địa phương.

Ủy ban nhân dân quận là cơ quan hành chính nhà nước ở quận, thực hiện các nhiệm vụ, quyền hạn theo quy định của Nghị quyết này và theo phân cấp, ủy quyền của Ủy ban nhân dân, Chủ tịch Ủy ban nhân dân thành phố.
Ủy ban nhân dân phường là cơ quan hành chính nhà nước ở phường, thực hiện các nhiệm vụ, quyền hạn theo quy định của Nghị quyết này và theo phân cấp, ủy quyền của Ủy ban nhân dân, Chủ tịch Ủy ban nhân dân thành phố, Ủy ban nhân dân quận.
Việc thí điểm tổ chức mô hình chính quyền đô thị tại thành phố Đà Nẵng được thực hiện từ ngày 01 tháng 7 năm 2021 cho đến khi Quốc hội quyết định chấm dứt việc thực hiện thí điểm.
Các quận, phường tại thành phố Đà Nẵng được thành lập được áp dụng mô hình chính quyền đô thị theo quy định. Việc chuyển tiếp hoạt động của chính quyền địa phương tại các đơn vị hành chính này thực hiện theo hướng dẫn của Ủy ban Thường vụ Quốc hội.
Ngoài ra, Quốc hội Việt Nam cũng đang nghiên cứu, chuẩn bị kỹ lưỡng, rất thận trọng để tổ chức việc người dân bầu trực tiếp Chủ tịch Ủy ban nhân dân thành phố Đà Nẵng theo chế độ phổ thông đầu phiếu, không phải bầu cử gián tiếp như hiện nay.

#### Thành phố Hồ Chí Minh
Tổ chức mô hình chính quyền đô thị tại Thành phố Hồ Chí Minh như sau:
- Chính quyền địa phương ở thành phố là cấp chính quyền địa phương gồm có Hội đồng nhân dân thành phố và Ủy ban nhân dân thành phố.
- Chính quyền địa phương ở quận tại thành phố là Ủy ban nhân dân quận.
- Chính quyền địa phương ở phường tại thành phố, thành phố thuộc thành phố là Ủy ban nhân dân phường.
- Việc tổ chức chính quyền địa phương ở huyện, thành phố, xã, thị trấn của thành phố được thực hiện theo quy định của Luật Tổ chức chính quyền địa phương.

Ngoài ra, Quốc hội cho phép Thành phố Hồ Chí Minh được thành lập thành phố thuộc thành phố trực thuộc trung ương.
Ủy ban nhân dân quận là cơ quan hành chính nhà nước ở quận, thực hiện các nhiệm vụ, quyền hạn theo quy định của Nghị quyết này và theo phân cấp, Ủy quyền của Ủy ban nhân dân, Chủ tịch Ủy ban nhân dân Thành phố.
Ủy ban nhân dân phường là cơ quan hành chính nhà nước ở phường, thực hiện các nhiệm vụ, quyền hạn theo quy định của Nghị quyết này, theo phân cấp của Ủy ban nhân dân Thành phố, Ủy ban nhân dân quận, Ủy ban nhân dân thành phố thuộc Thành phố và theo ủy quyền của Ủy ban nhân dân, Chủ tịch Ủy ban nhân dân quận, thành phố thuộc Thành phố.

## Sáp nhập và chia tách địa phương
Từ thập niên 1960 đến thập niên 1980, ở Việt Nam có xu hướng sáp nhập nhiều địa phương nhỏ thành địa phương lớn. Tuy nhiên, từ thập niên 1990 đến 2008 lại có xu hướng ngược lại- nghĩa là chia tách các địa phương thành những địa phương nhỏ hơn. Trong nhiều trường hợp, xu thế chia tách này mang hình thức tái lập tỉnh hay tái lập huyện. Các xu thế này xảy ra ở cả ba cấp tỉnh, huyện và xã. Nếu như vào năm 1986, ở Việt Nam có 40 địa phương cấp tỉnh, 522 địa phương cấp huyện và 9901 địa phương cấp xã, thì vào năm 2005 có tới 64 tỉnh/thành, 671 huyện, và 10876 xã.
Lý do được công bố chính thức khi tiến hành chia tách địa phương là địa phương lớn khiến công tác quản lý của chính quyền gặp khó khăn, nhiều chính sách của chính quyền trung ương không về được tới chính quyền địa phương cấp cơ sở vì tỉnh và huyện rộng quá. Tuy nhiên, nhiều quan lý do thực tế có thể là tính cục bộ địa phương giữa các địa phương và sự yếu kém về năng lực quản lý của chính quyền tỉnh.
Từ thập niên 2008 đến nay, Việt Nam đang tiến hành sáp nhập lại nhiều địa phương nhỏ thành địa phương lớn. Từ năm 2008, Việt Nam có tới 63 tỉnh/ thành, trong đó có 5 thành phố trực thuộc Trung ương gồm Hà Nội, Thành phố Hồ Chí Minh, Đà Nẵng, Hải Phòng, Cần Thơ